# Bevtoft
Bevtoft – miasto w Danii, w regionie Dania Południowa, w gminie Haderslev.